# Sebastian Thekethecheril
Sebastian Thekethecheril (Malayalam സെബാസ്റ്റ്യൻ തെക്കേതേച്ചേരിൽ; * 30. Juli 1954 in Aapadanad, Kerala, Indien) ist ein indischer römisch-katholischer Geistlicher und Bischof von Vijayapuram.

## Leben
Sebastian Thekethecheril empfing am 18. Dezember 1980 das Sakrament der Priesterweihe.
Am 8. Mai 2006 ernannte ihn Papst Benedikt XVI. zum Bischof von Vijayapuram. Der emeritierte Bischof von Vijayapuram, Peter Thuruthikonam, spendete ihm am 2. Juli desselben Jahres die Bischofsweihe; Mitkonsekratoren waren der Erzbischof der Erzeparchie Kottayam, Mathew Moolakkattu OSB, und der Bischof von Quilon, Stanley Roman.